# 金山镇 (上栗县)
金山镇，是中华人民共和国江西省萍乡市上栗县下辖的一个乡镇级行政单位。位于上栗县北部，瑶金山山脚。

## 地理
位于上栗县北部，地势南高北低，为丘陵山地。距上栗县治所4公里。

## 历史沿革
1949年为山湖乡及长乐乡，1958年为金山公社，1984年改为金山乡。1995年改为金山镇。
境内有瑶金山寺，元末，萍乡和尚彭莹玉在瑶金山寺等地传布弥勒教教义，于至元四年（1338年）在宜春慈化寺、萍乡瑶金山寺起事反元。

## 行政区划
金山镇下辖以下地区：
瑶金社区、金山村、凤亭村、龙泉村、白鹤村、南华村、山明村、山口村、中鹤村、丰龙村、樟坊村、石涧村、凤鸣村、简村、高山村、横水村、山田村、黎塘村、小水村、普化村、硚塘村和新杨村。

## 经济
主要经济活动为农业、鞭炮、烟花、建材、煤炭等产业，其中花炮企业最为知名，2024年全镇有62家花炮企业，是全国花炮企业数量最多的乡镇，其花炮产值占全上栗县花炮产值近半。
盛产油菜籽。